# Баруун-Шавар
Баруун шавар нуур — озеро в аймаці Дорнод, Монголія. Площа водяної поверхні 19,1 кв. км., довжина 7,6, ширина 4,2 км. При розливі довжина берегової лінії складає 23,8 км, знаходиться на висоті 590 метрів над рівнем моря. Розташовується на території сомону Халхгол.